# Осички (Голованівський район)
Оси́чки — село в Україні, у Вільшанській селищній громаді Голованівського району Кіровоградської області. Населення становить 418 осіб.

## Історія
1859 року у власницькому селі Єлисаветградського повіту Херсонської губернії мешкало 167 осіб (79 чоловічої статі та 88 — жіночої), налічувалось 51 дворове господарство.
Станом на 1886 рік у колишньому власницькому селі, центрі Осичанської волості мешкало 480 осіб, налічувалось 75 дворових господарств, існували каплиця й винокурний завод.
За даними 1894 року:
- у селі Великі Осички Вільшанської волості мешкало 529 осіб (258 чоловічої статі та 265 — жіночої), налічувалось 122 дворових господарства, існувала земська школа на 20 хлопчиків, церковно-парафіяльна школа на 24 учня (14 хлопчиків й 10 дівчаток)[3].
- у селі Малі Осички — 197 осіб (96 чоловічої статі та 101 — жіночої), налічувалось 35 дворових господарств[4].

За переписом 1897 року кількість мешканців становила 805 осіб (387 чоловічої статі та 418 — жіночої), з яких 770 — православної віри.

## Населення
Згідно з переписом УРСР 1989 року чисельність наявного населення села становила 466 осіб, з яких 203 чоловіки та 263 жінки.
За переписом населення України 2001 року в селі мешкало 418 осіб.

### Мова
Розподіл населення за рідною мовою за даними перепису 2001 року:
| Мова       | Відсоток |
| ---------- | -------- |
| українська | 97,13 %  |
| молдовська | 0,96 %   |
| російська  | 0,96 %   |
| болгарська | 0,72 %   |
| інші       | 0,23 %   |